# 1520

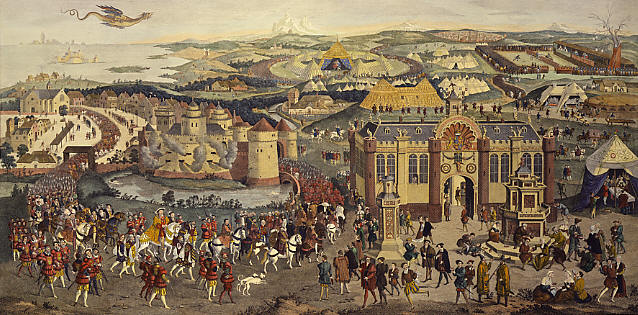
Het Goudlakenkamp

Het jaar 1520 is het 20e jaar in de 16e eeuw volgens de christelijke jaartelling.

## Gebeurtenissen
januari
- 19 - Slag bij Bogesund: Christiaan I van Denemarken verslaat de Zweden in zijn poging het terug onder de Unie van Kalmar te brengen. Regent Sten Sture de Jongere raakt dodelijk gewond.

april
- 16 - Begin van de Opstand van de comunidades in Toledo tegen de jonge Habsburgse koning uit de Nederlanden Karel I en zijn regent Adriaen Boeyens.

mei
- 7 - Verdrag van Neubrandenburg: Het hertogdom Mecklenburg wordt verdeeld in Mecklenburg-Schwerin onder Hendrik V en Mecklenburg-Güstrow onder Albrecht VII.
- 22 - Pedro de Alvarado, die de leiding over de Spanjaarden in Tenochtitlán heeft bij afwezigheid van Cortés, richt een slachting aan onder de Azteken, wat leidt tot een opstand onder de Azteken.
- 27 - Hernán Cortés verslaat Pánfilo de Narváez die is uitgezonden om hem tegen te houden en zelf als gouverneur van Mexico te dienen.

juni
- 7-24 - Ontmoeting bij Balinghem in het Goudlakenkamp van de koningen Frans I van Frankrijk en Hendrik VIII van Engeland.
- 15 - paus Leo X vaardigt de bul Exsurge Domine uit. De leer van Maarten Luther wordt verworpen. Indien hij niet binnen 60 dagen tot inkeer komt, zal excommunicatie van hem en zijn volgelingen volgen.
- 29 - Motecuhzoma II wordt gedood door de opstandige Azteken.

juli
- 1 - La Noche Triste (Treurnacht): Hernán Cortés en zijn Spaanse en indiaanse bondgenoten vluchten uit Tenochtitlán, waarbij velen om het leven komen.

augustus
- 9 - Everhard van der Marck wordt tot kardinaal gemaakt.

september
- 7 - Christiaan II van Denemarken trekt de Zweedse hoofdstad Stockholm binnen.
- 24 - Johanna van Castilië, bevrijd door de opstandelingen in de Opstand van de comunidades, zit de cortes voor.

oktober
- 21 - Ferdinand Magellaan ontdekt de naar hem genoemde Straat Magellaan.
- 23 - Karel V wordt in Aken gekroond tot koning van Duitsland.
- oktober - Studenten aan de Universiteit van Leuven verbranden boeken van Luther. De volgende maanden gebeurt dit ook in andere universiteitssteden.

november
- 4 - Aartsbisschop Gustaaf Trolle van Uppsala kroont koning Christiaan II van Denemarken tot koning van Zweden.
- 7-10 - Bloedbad van Stockholm: Christiaan II van Denemarken laat tientallen Zweedse edelen executeren op beschuldiging van ketterij.
- 28 -’ De overgebleven schepen van Ferdinand Magellaan, voltooien de doorvaart door de Straat Magellaan en beginnen hun tocht over de Grote Oceaan.

december
- 10 - Studenten verbranden de pauselijke banbul tegen Luther. Ook kerkelijke wetboeken worden verbrand. Dit gebeurt op de dag dat het ultimatum van de paus verstrijkt.

zonder datum
- Tenochtitlán wordt getroffen door een pokkenepidemie.
- João Alvares Fagundes vaart door Straat Cabot en verkent de Saint Lawrencebaai.
- Voor de kust van Katwijk komt de Brittenburg, een Romeinse ruïne, droog te liggen.
- Salm-Badenweiler wordt gesplitst, waarbij Salm-Neuburg wordt gevormd.

## Beeldende kunst

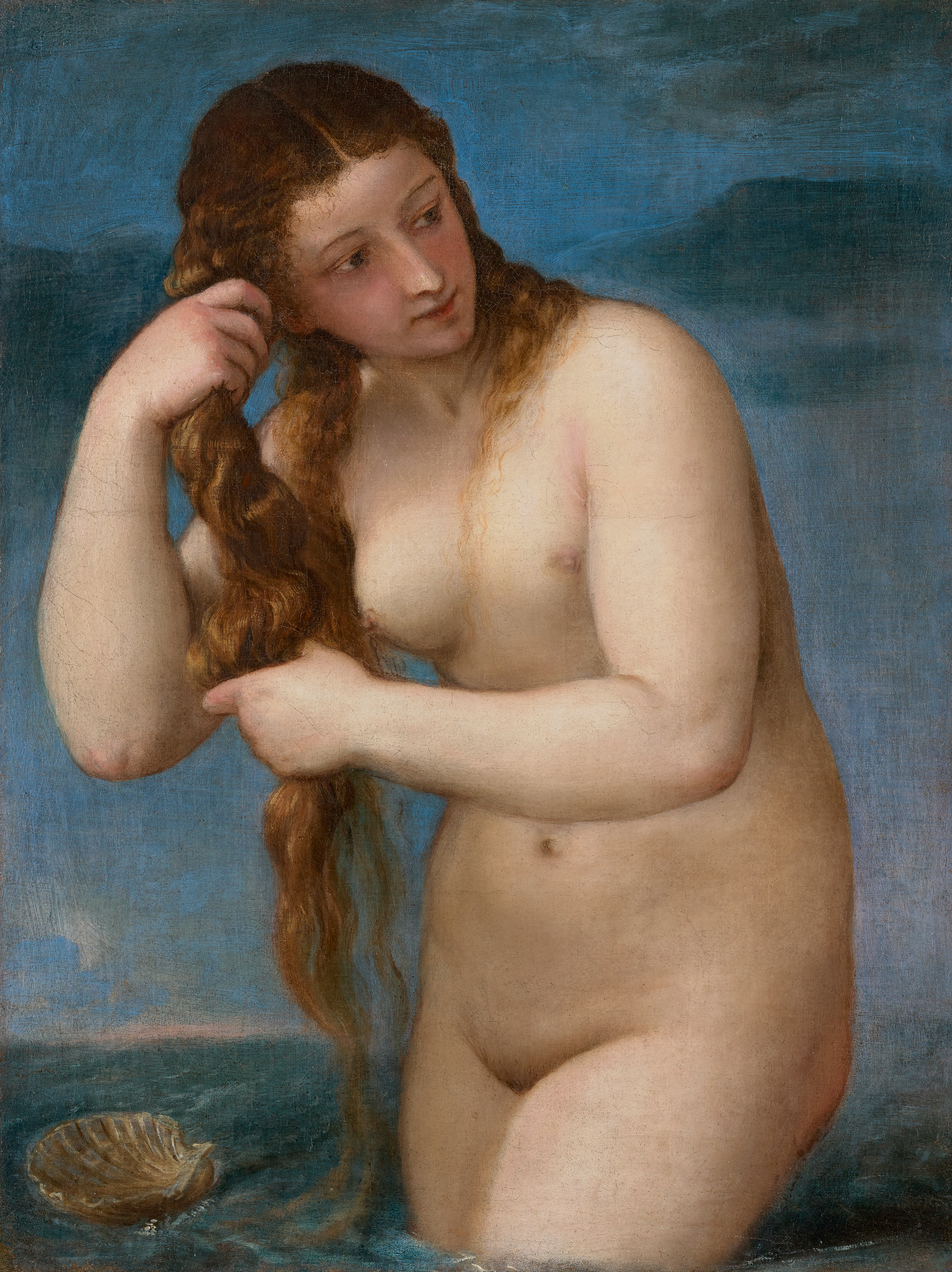
Titiaan: Venus Anadiomene
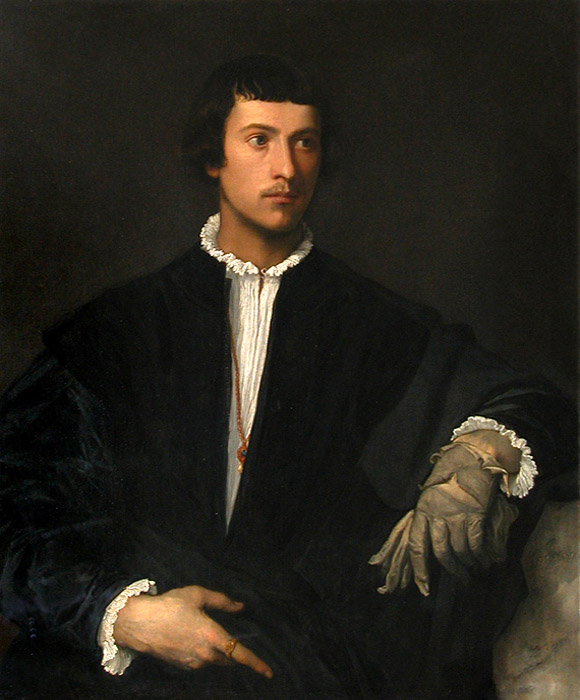
Titiaan: Man met Handschoen
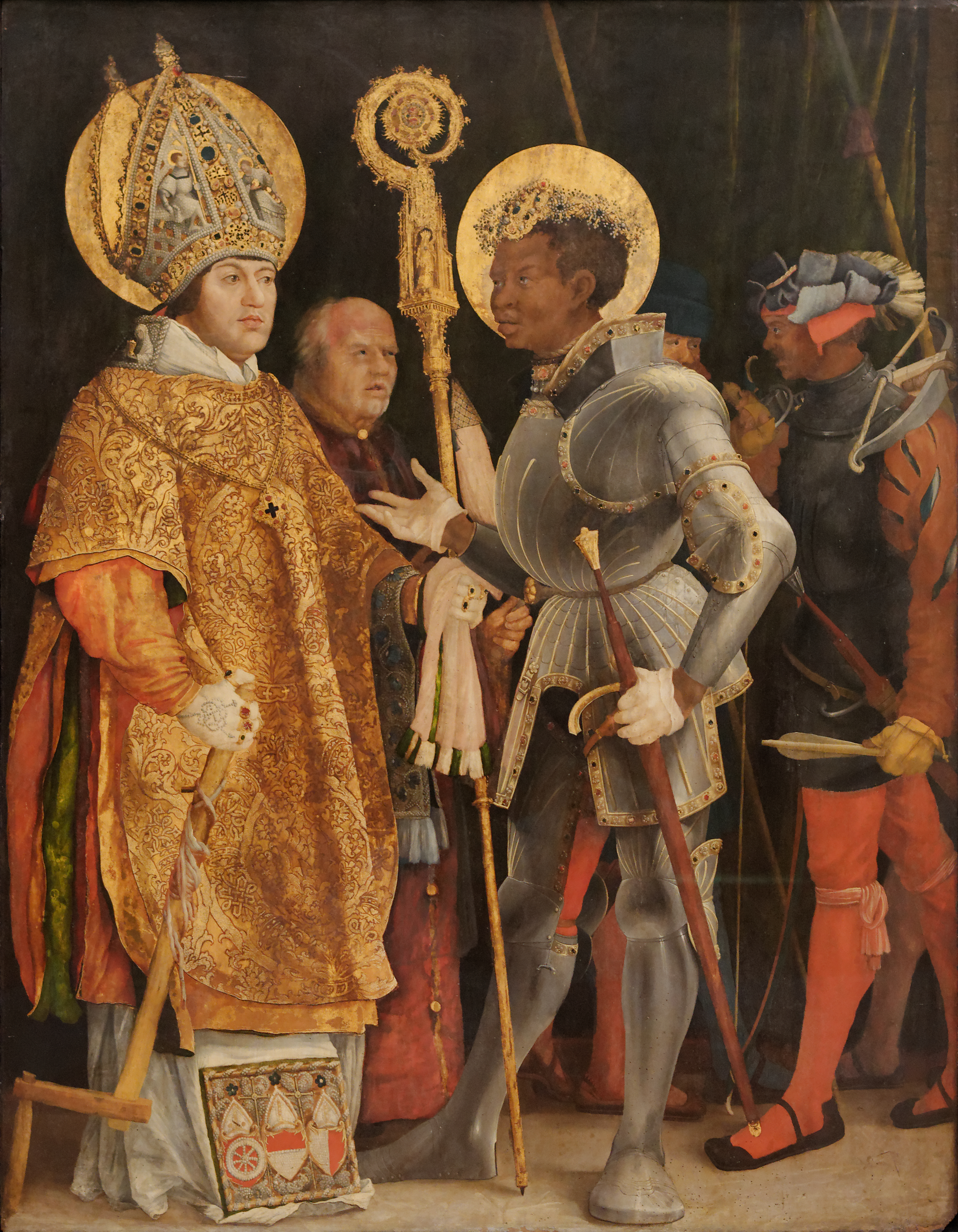
Matthias Grünewald: Sint Erasmus en Sint Mauritius
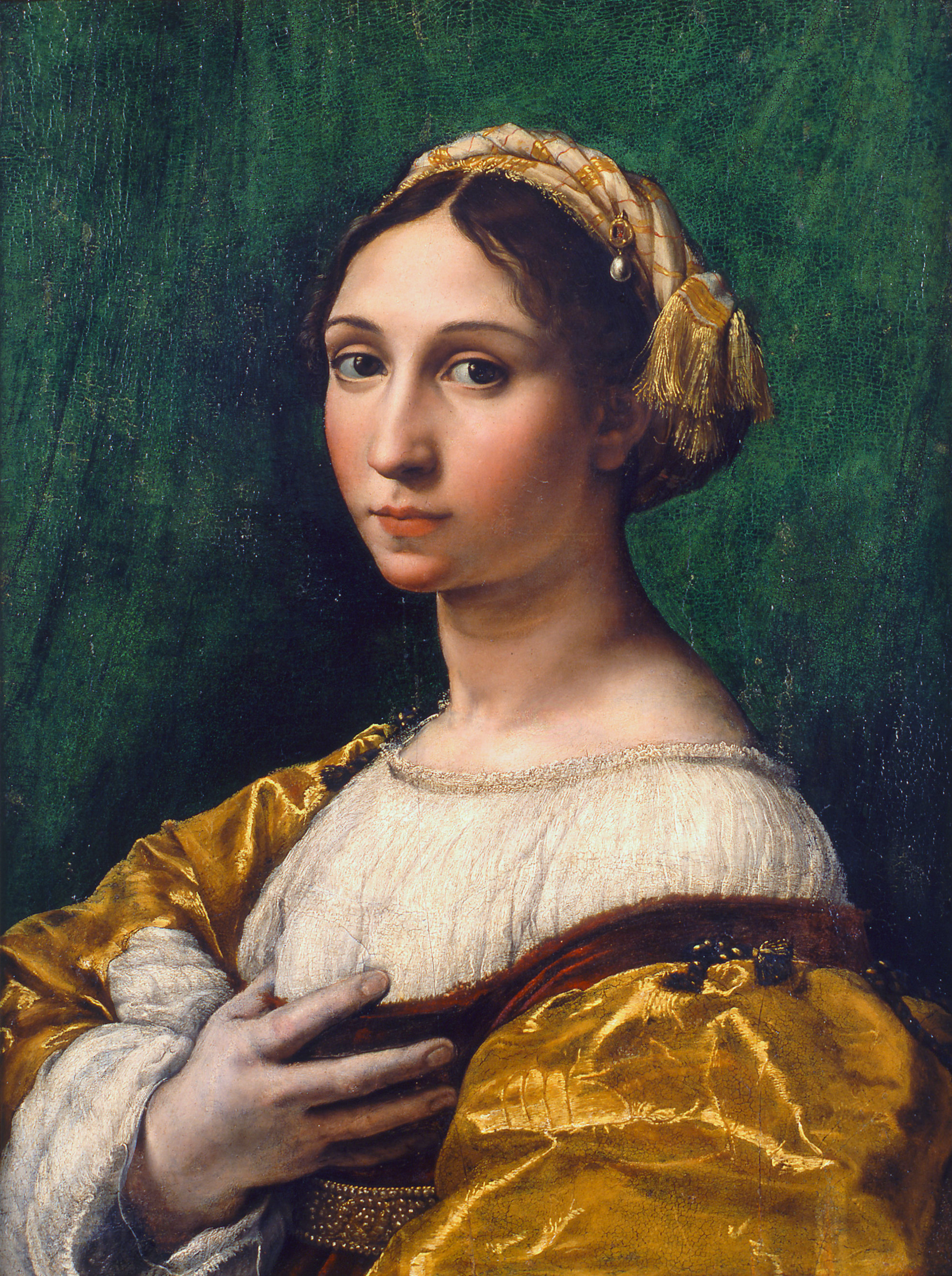
Rafaël en Giulio Romano: Portret van een Jonge Vrouw
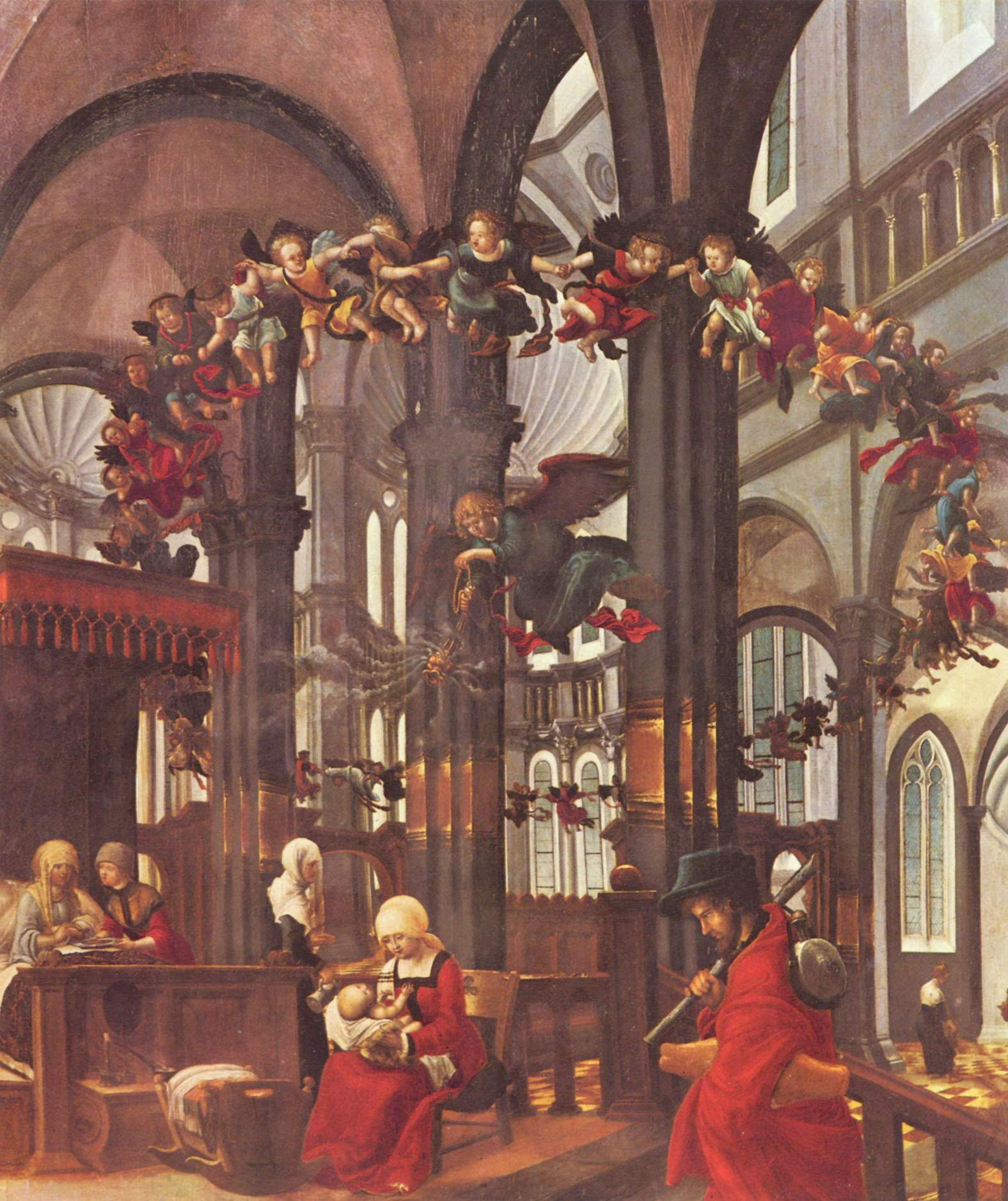
Albrecht Altdorfer: Geboorte van de Maagd

## Opvolging
- Acolhuacan (Texcoco) - Cacamatzin opgevolgd door zijn halfbroer Ixtlilxochitl II
- patriarch van Antiochië (Syrisch) - Ignatius David I opgevolgd door Ignatius Abd-Allah I
- Azteken - Motecuhzoma II opgevolgd door zijn broer Cuitlahuac, op zijn beurt opgevolgd door zijn neef Cuauhtemoc
- Brunswijk-Lüneburg - Hendrik I opgevolgd door zijn zonen Otto III en Ernst I
- Guise - Karel van Rohan-Gié opgevolgd door Claude van Lotharingen
- Lan Xang - Visunarat opgevolgd door zijn zoon Photisarat I
- Montenegro - Vavil opgevolgd door German II
- Ottomaanse Rijk - Selim I opgevolgd door zijn zoon Süleyman I
- Württemberg - koning Karel V als opvolger van Ulrich
- Zweden - regent Sten Sture de Jongere opgevolgd door Christiaan II van Denemarken

## Afbeeldingen
Stadhuis van Alkmaar
Dom van Maagdenburg
Stadhuis van Middelburg

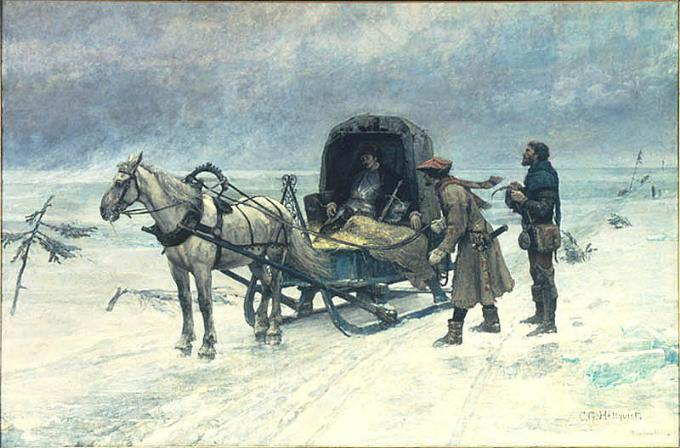
De dood van Sten Sture de Jongere
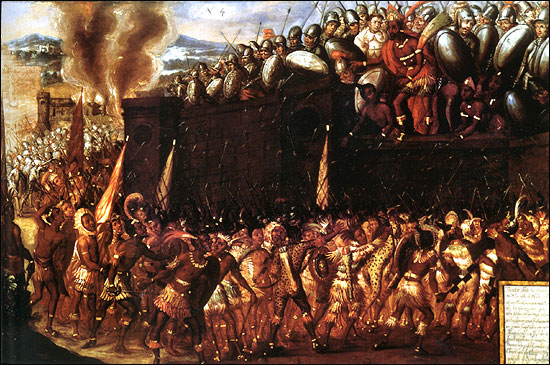
De dood van Motecuhzoma II
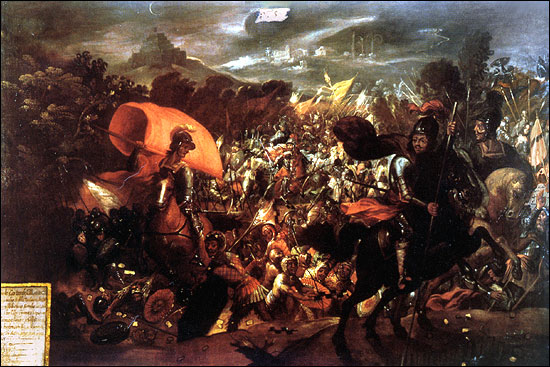
Noche Triste
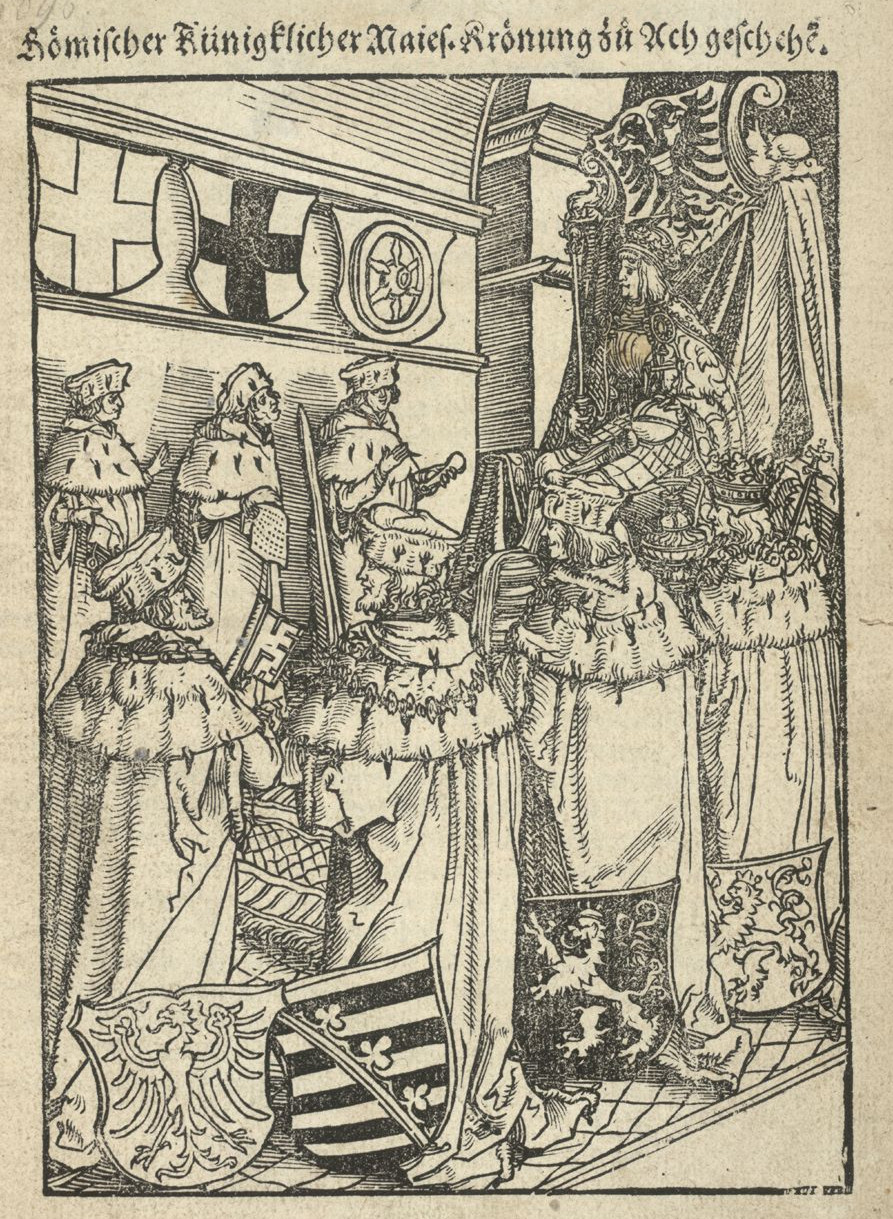
koningskroning van Karel V
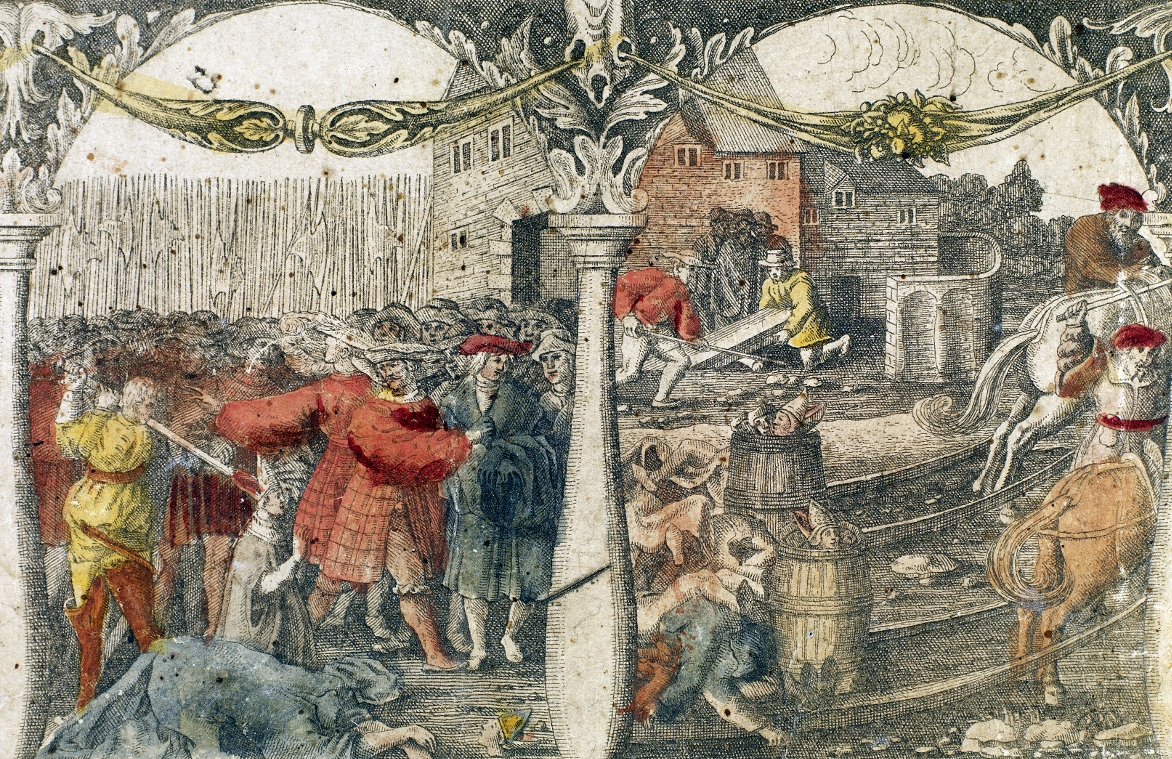
Bloedbad van Stockholm
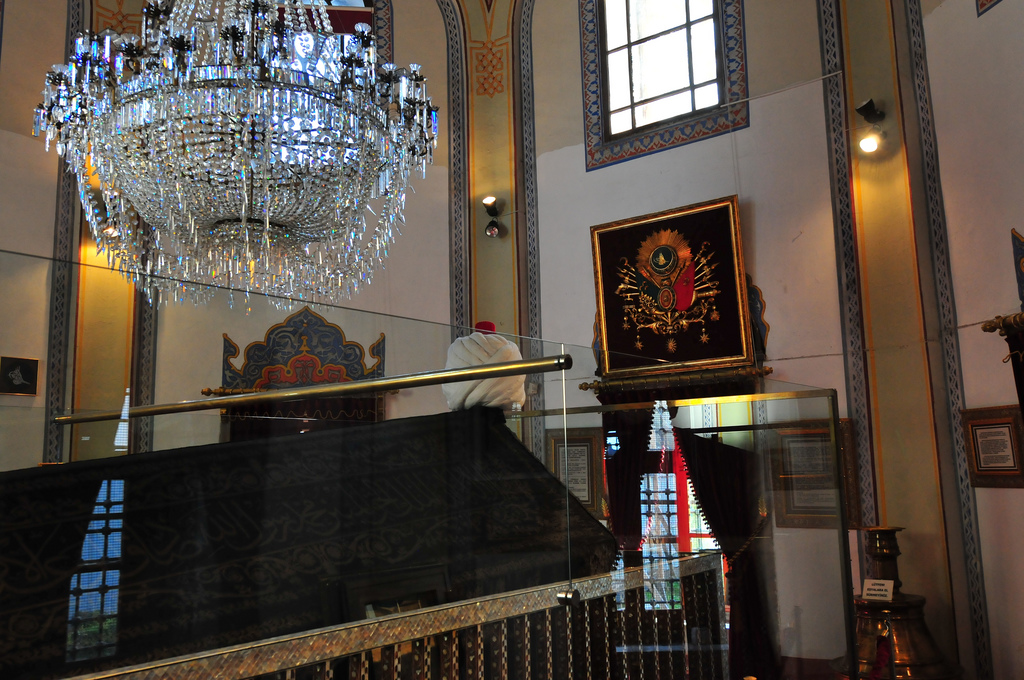
graftombe van Selim I
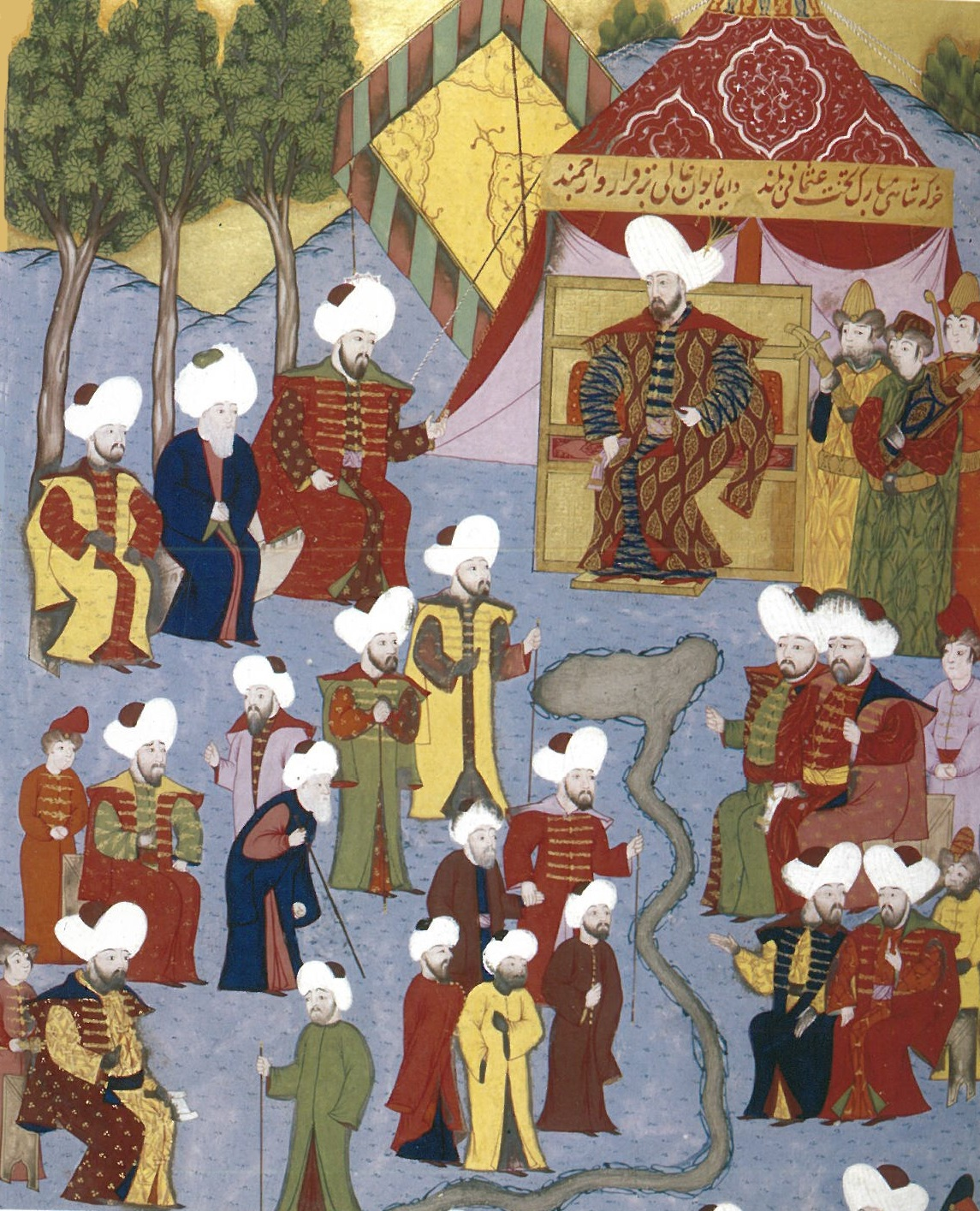
Süleyman I gekroond
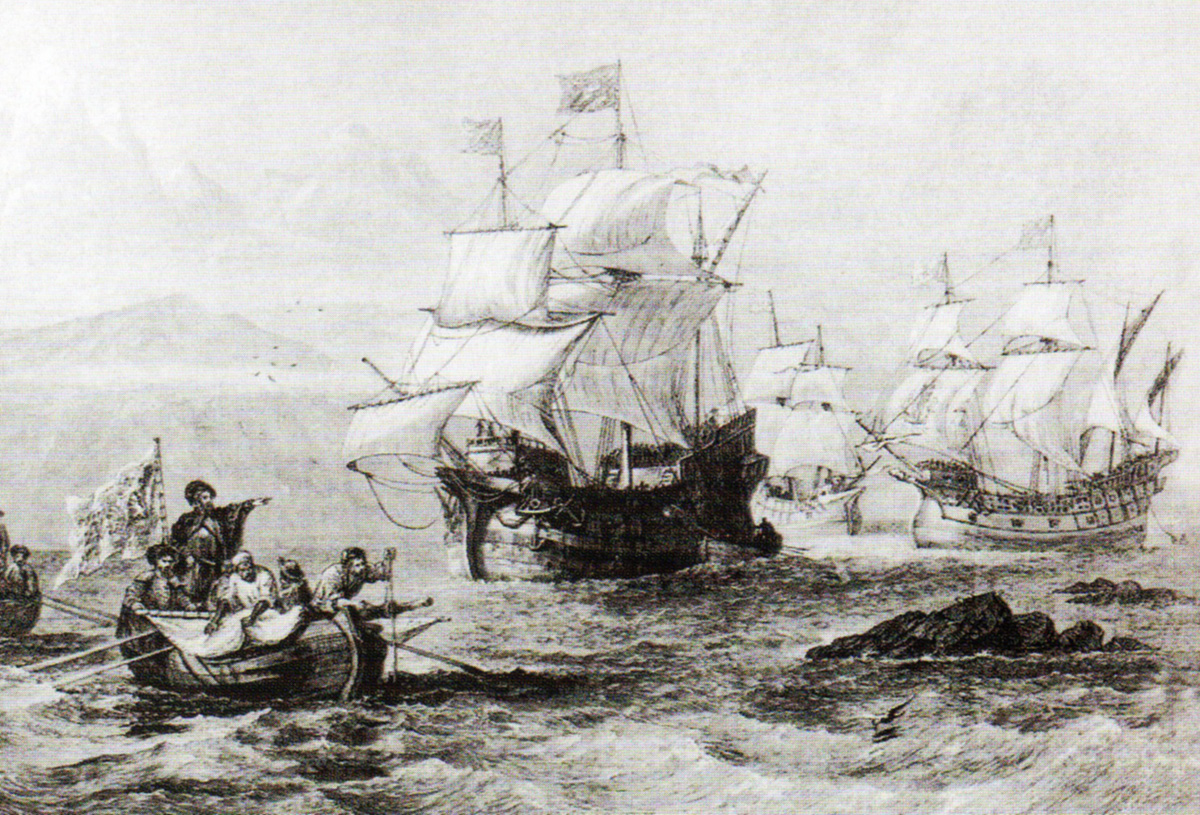
De expeditie van Ferdinand Magellaan
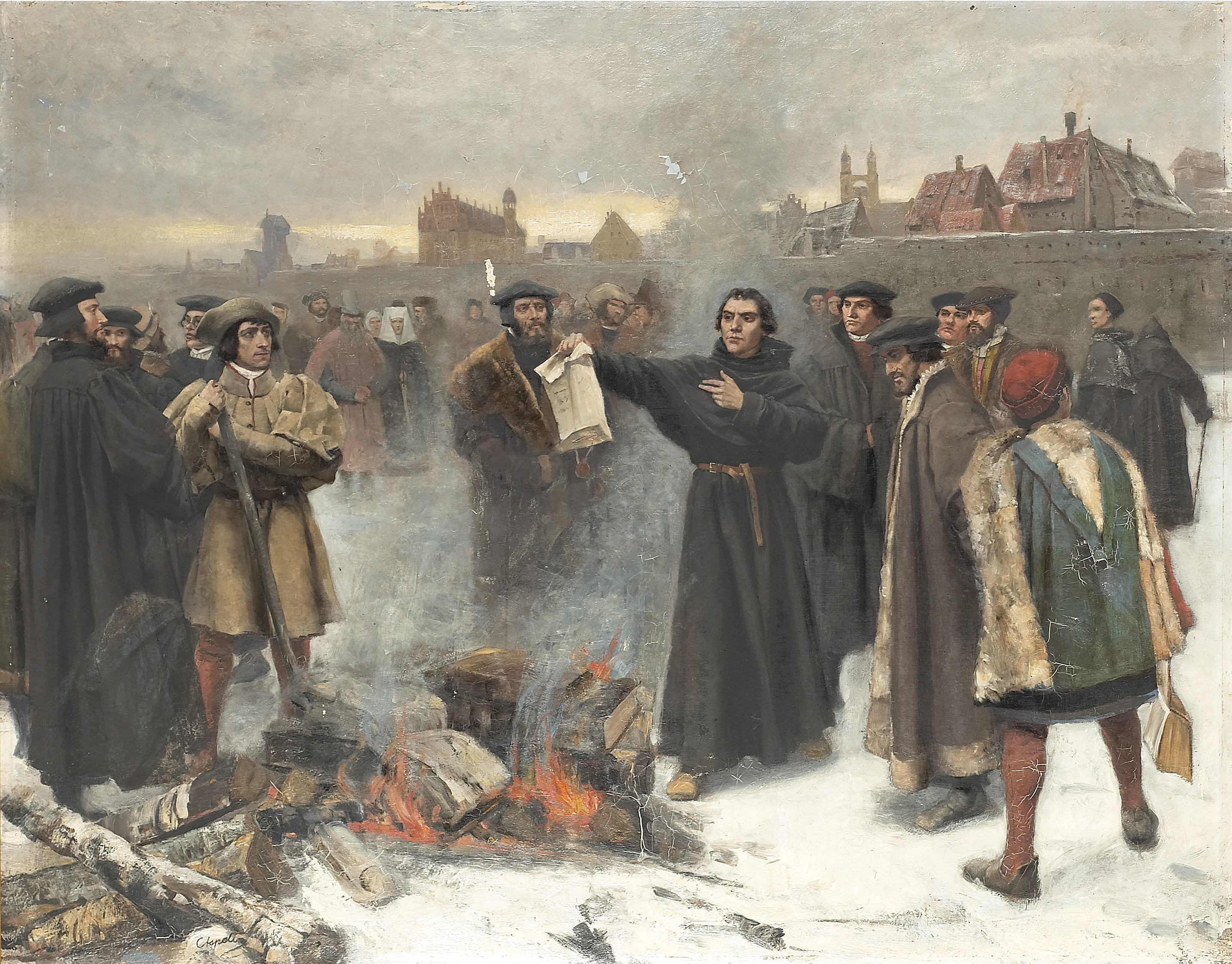
Maarten Luther verbrandt de bul Exsurge Domine
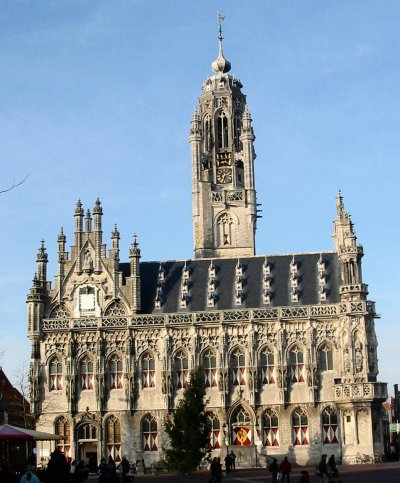
Stadhuis van Middelburg (voltooid 1520)
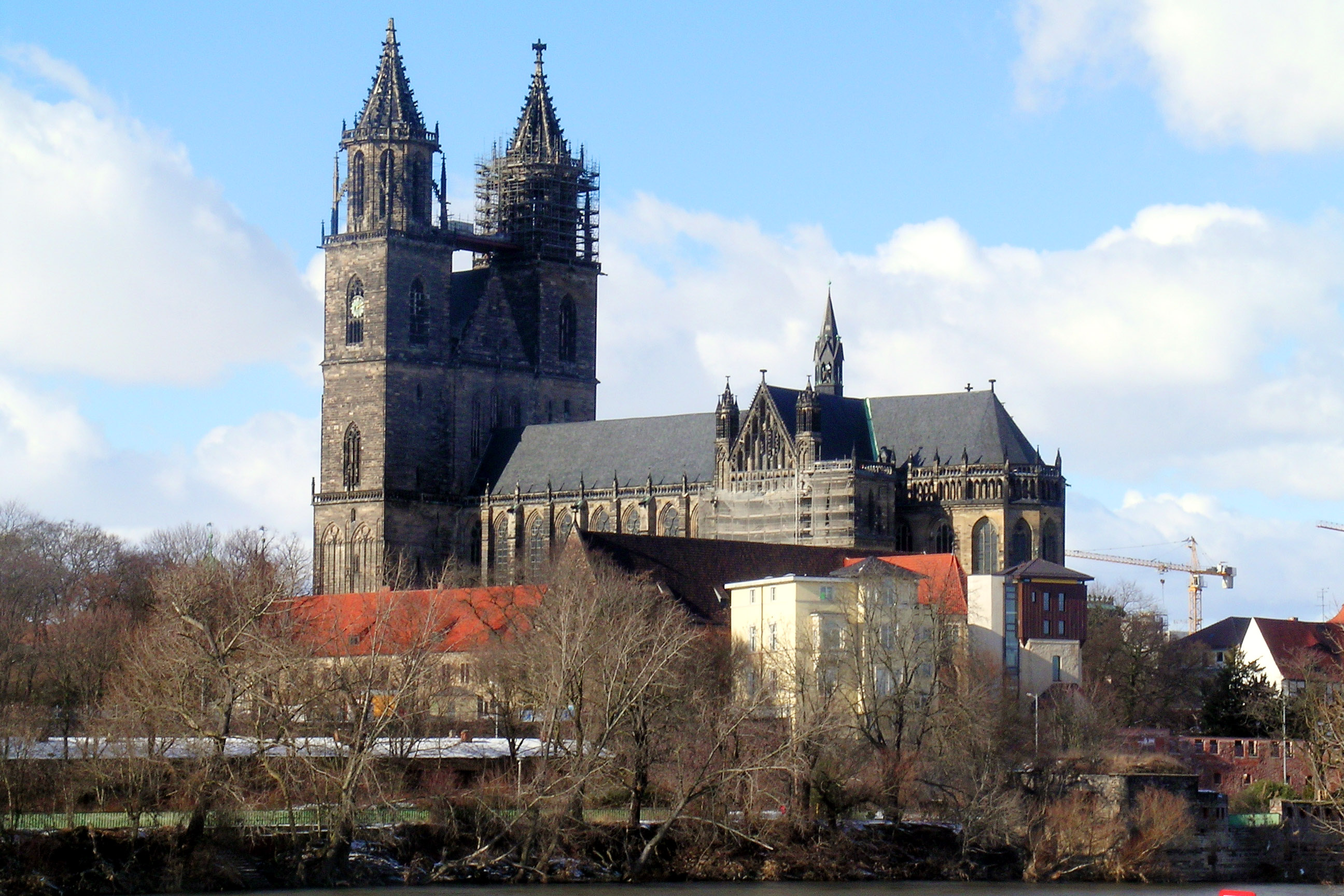
Dom van Maagdenburg (voltooid 1520)
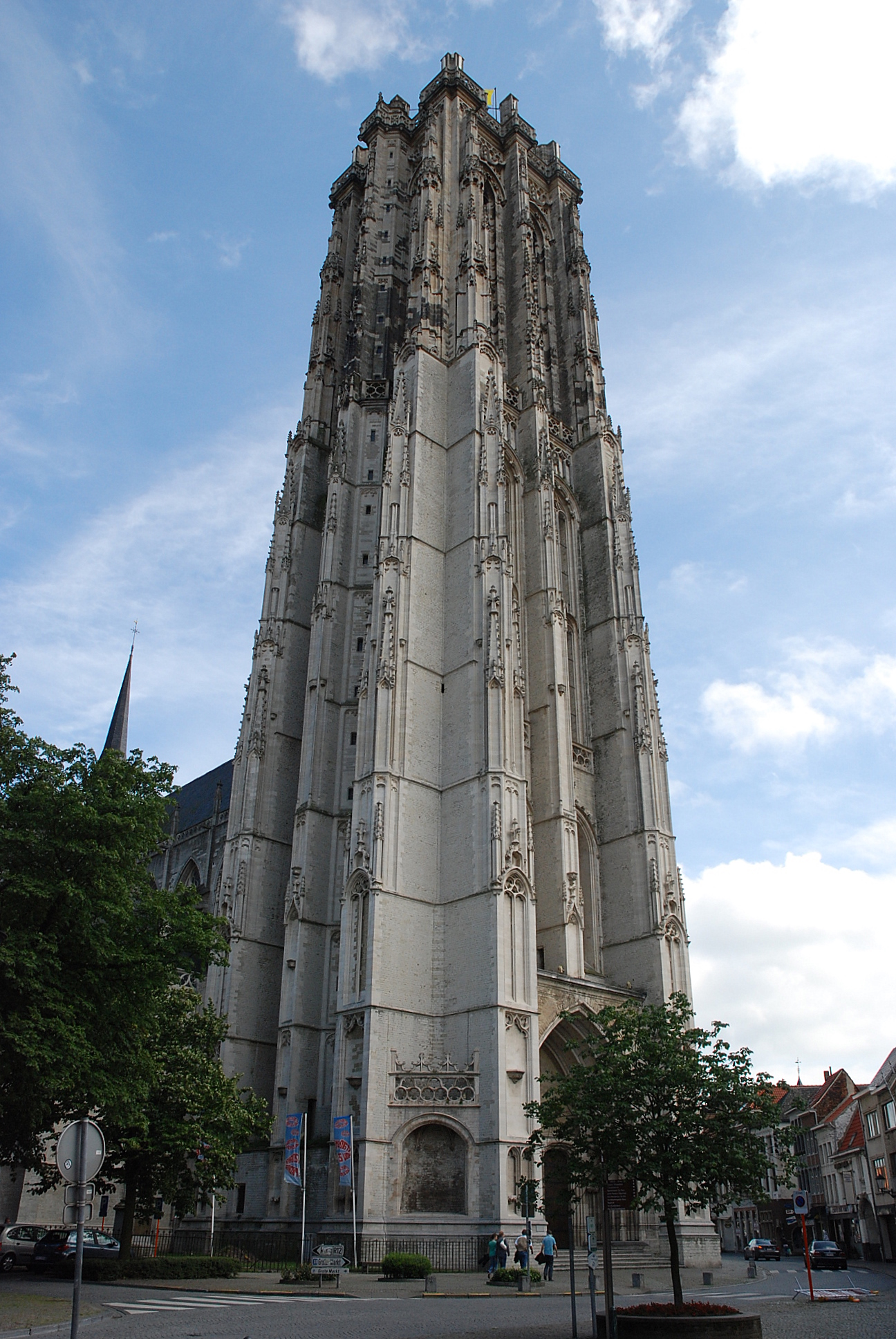
Sint-Romboutstoren, Mechelen (bouw gestaakt 1520)
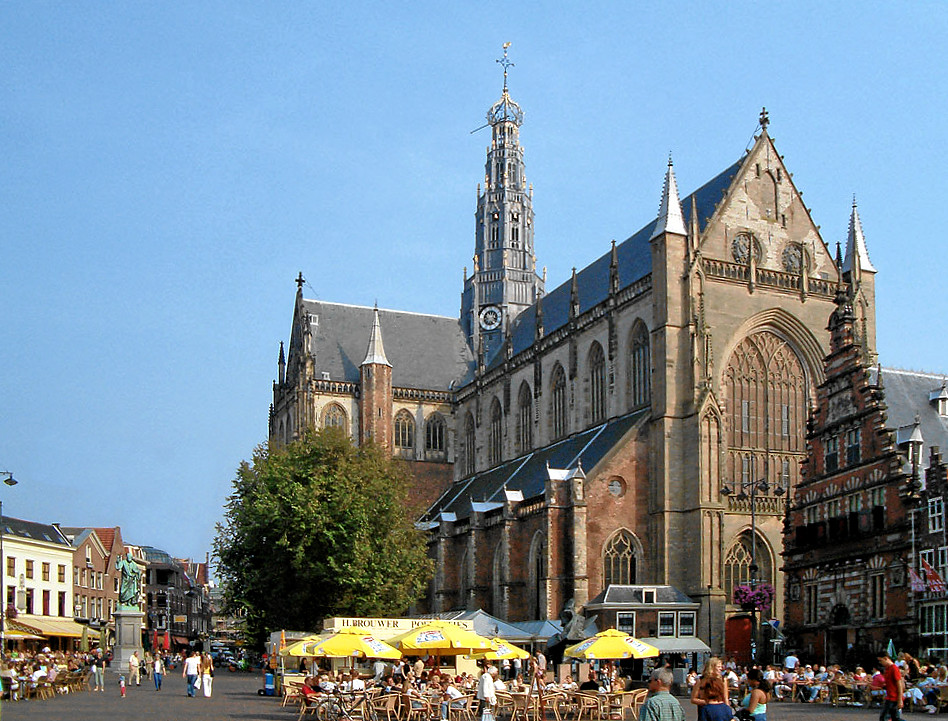
Grote of St.-Bavokerk, Haarlem (voltooid 1520)
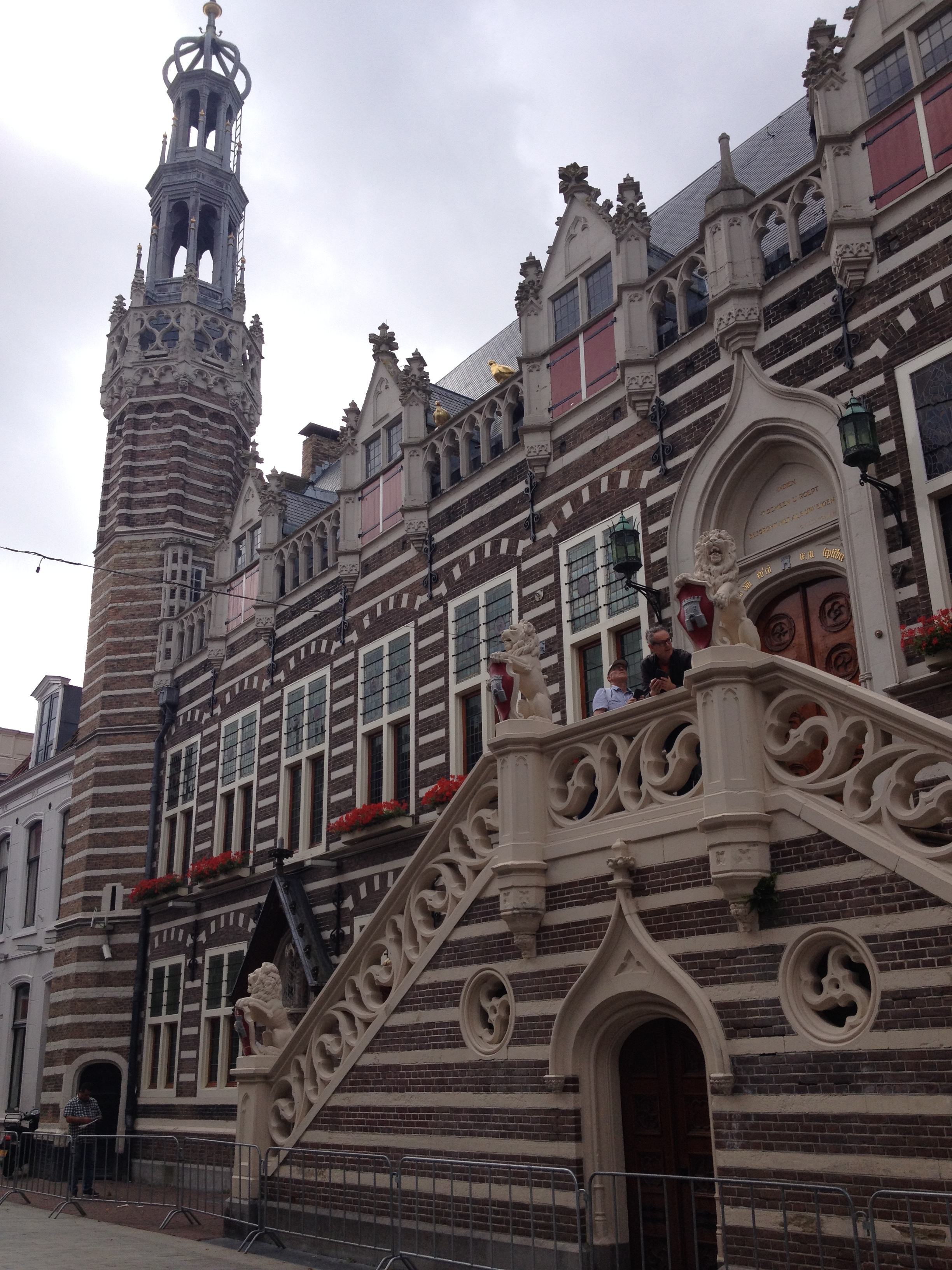
Stadhuis van Alkmaar (voltooid 1520)

## Geboren
- 1 januari - François Baudouin, Zuid-Nederlands jurist
- 22 februari - Frederik III van Legnica, Silezisch edelman
- 17 maart - Thoinot Arbeau, Frans componist
- 10 mei - Alessandro Farnese, Italiaans kardinaal
- 1 augustus - Sigismund II August, koning van Polen en grootvorst van Litouwen (1548-1572)
- 10 augustus - Magdalena van Valois, Frans prinses, echtgenote van Jacobus V van Schotland
- 31 augustus - Heinrich Knaust, Duits geestelijke en schrijver
- 31 augustus - Heinrich Sudermann, Duits jurist
- 13 september - William Cecil, Engels staatsman
- 10 november - Dorothea van Denemarken, Deens prinses, echtgenote van Frederik II van de Palts
- 20 november - Jean-Baptiste Rambaud de Simiane, Frans geestelijke
- Theodosius I van Bragança, Portugees edelman
- Reinoud IV van Brederode, Noord-Nederlands edelman
- Ġlormu Cassar, Maltees bouwmeester
- Cornelis van Cleve, Zuid-Nederlands schilder
- Giacomo IV Crispo, hertog van Naxos
- Darayisung Gödeng Khan, khagan van de Noordelijke Yuan (1547-1557)
- Johannes Acronius Frisius, Fries wiskundige
- Johanna van Glymes van Bergen, Zuid-Nederlands edelvrouw
- Adolf van Haemstede, Nederlands vlootvoogd
- Diederik Kettler zu Hovestadt, Duits edelman
- Hugo II van Melun, Zuid-Nederlands edelman
- Balthasar van Nassau-Idstein, Duits edelman
- Stephanus Pighius, Nederlands humanist
- Casiodoro de Reina, Spaans theoloog
- Franciscus Ruaeus, Zuid-Nederlands natuurvorser
- Marigje Arriens, Nederlands hekserijbeschuldigde (jaartal bij benadering)
- Jozef de Baenst, Zuid-Nederlands politicus (jaartal bij benadering)
- Robert van Bergen, prins-bisschop van Luik (1557-1564) (jaartal bij benadering)
- Floris van den Boetzelaer, Nederlands edelman (jaartal bij benadering)
- Adam Bohorič, Sloveens taalkundige (jaartal bij benadering)
- Katherina Boudewyns, Zuid-Nederlands dichteres (jaartal bij benadering)
- Nicolaas Boulengier, Zuid-Nederlands politicus (jaartal bij benadering)
- Jan de Bouvières, Zuid-Nederlands politicus (jaartal bij benadering)
- Ogier Gisleen van Busbeke, Zuid-Nederlands diplomaat en schrijver (jaartal bij benadering)
- Severin Cornet, Zuid-Nederlands componist (jaartal bij benadering)
- Ludovicus Episcopius, Zuid-Nederlands componist (jaartal bij benadering)
- Vincenzo Galilei, Italiaans musicus en componist (jaartal bij benadering)
- Gerardus Gallinaceus, Zuid-Nederlands predikent (jaartal bij benadering)
- David Kandel, Duits graficus (jaartal bij benadering)
- Johan Kettler zu Nesselradt, Duits edelman (jaartal bij benadering)
- Cornelius Laurimanus, Nederlands toneelschrijver (jaartal bij benadering)
- Jacqueline de Longwy, Frans edelvrouw (jaartal bij benadering)
- Herman Moded, Nederlands predikent (jaartal bij benadering)
- Aegidius de Monte, Nederlands prelaat (jaartal bij benadering)
- Isabella di Morra, Italiaans dichteres (jaartal bij benadering)
- Lambert van Noort, Nederlands schilder (jaartal bij benadering)
- Johannes Otho, Zuid-Nederlands humanist (jaartal bij benadering)
- Christoffel Plantijn, Frans-Nederlands drukker (jaartal bij benadering)
- Willem Silvius, Nederlands drukker (jaartal bij benadering)
- Oliver Starkey, Engels ridder (jaartal bij benadering)
- Kathelijne van der Straeten, Zuid-Nederlands abdis (jaartal bij benadering)
- Tabernaemontanus, Duits geneeskundige (jaartal bij benadering)
- Gerardus van Turnhout, Zuid-Nederlands componist (jaartal bij benadering)
- Antonio Valente, Italiaans componist (jaartal bij benadering)

## Overleden
- 5 februari - Sten Sture de Jongere (~26), regent van Zweden
- 12 februari - Herman van Bronckhorst-Batenburg (~89), Noord-Nederlands edelman
- 2 maart - Filips Wielant (~78), Zuid-Nederlands jurist en staatsman
- maart - Jan Fabiaen, Zuid-Nederlands schilder
- 6 april - Rafaël (37), Italiaans schilder
- 11 april - Agostino Chigi (53), Italiaans bankier
- 11 juni - Giampaolo Baglioni (~49), Italiaans militair
- 30 juni - Motecuhzoma II (~53), heerser der Azteken (1502-1520)
- 6 augustus - Cunigonde van Oostenrijk (55), echtgenote van Albrecht IV van Beieren
- augustus - Ippolito d'Este (41), Italiaans kardinaal en militair
- 17 september - Leonardo Grosso della Rovere (~56), Italiaans kardinaal
- 22 september - Selim I (49), sultan van het Ottomaanse Rijk (1512-1520)
- 28 oktober - Pier Gerlofs Donia (Grote Pier), Fries krijgsheer
- oktober - Cuitlahuac, heerser der Azteken (1520)
- 15 december - Diego de Guevara, Spaans edelman
- Laurent I Alleman, Frans prelaat
- Cacamatzin (~37), koning van Texcoco (1515-1520)
- Johannes Despauterius, Zuid-Nederlands humanist
- Rutger V Kettler van Alt-Assen, Duits edelman
- Angelina van Krušedol (~80), Albanees prinses
- Visunarat, koning van Lan Xang (1500-1520)
- Peregrinus van Barmentlo, Noord-Nederlands boekdrukker (jaartal bij benadering)
- Pedro Álvares Cabral, Portugees zeevaarder (jaartal bij benadering)
- William Dunbar, Schots dichter (jaartal bij benadering)
- Johann Korff zu Harkotten, Duits edelman (jaartal bij benadering)